# Zoccoli (cognome)
Zoccoli è un cognome di lingua italiana.

## Varianti
Il cognome non presenta varianti.

## Origine e diffusione
Cognome tipicamente calabrese, è presente anche in Salento.
Potrebbe costituire una variante sia di Zocchi, sia di Zoccola.